# اسماع (الطفة)

تعديل مصدري - تعديل

اسماع هي إحدى قرى عزلة ال هياش بمديرية الطفة التابعة لمحافظة البيضاء، بلغ تعداد سكانها 2111 نسمة حسب تعداد اليمن لعام 2004.